# Soko G-4 Super Galeb
Die Soko G-4 Super Galeb (serb. соко/soko dt. „Falke“ – галеб/galeb dt. „Möwe“) ist ein Strahltrainer des Flugzeugherstellers Soko aus dem ehemaligen Jugoslawien.

## Entwicklung
Die G-4 Super Galeb wurde Anfang der 1970er Jahre im Auftrag der jugoslawischen Luftwaffe als Ersatz für die Soko G-2 Galeb und die in die Jahre gekommenen Trainer Lockheed T-33 entwickelt. Als technische Ausgangsbasis diente die G-2 Galeb, von der man sich aber im Laufe der Entwicklung immer weiter entfernte. Der erste Prototyp startete am 17. Juli 1978 zum Erstflug, der zweite folgte am 18. Dezember 1979. Das erste Vorserienflugzeug flog am 17. Dezember 1980. Ab Anfang 1983 erhielt die jugoslawische Luftwaffe zwischen 123 und 135 Maschinen. Genaue Zahlen sind nicht bekannt. Eine einsitzige, G-5 genannte, reine Erdkampf-Version mit Radar und Nachbrenner befand sich beim Zusammenbruch Jugoslawiens in der Entwicklungsphase. Die G-4 wurde während der Jugoslawienkriege intensiv in der Erdkampfrolle eingesetzt.

## Konstruktion
Technisch ist die G-4 eng mit dem Vorgängermuster G-2 desselben Herstellers verwandt. Trotz der Verwandtschaft unterscheidet sich die Super Galeb in zahlreichen Punkten vom Vorgänger. Die Leermasse gegenüber der Galeb hat zwar um mehr als ein Viertel zugenommen, jedoch wurde das maximale Startgewicht um die Hälfte gesteigert. Es wurde ein leistungsfähigeres Triebwerk eingebaut, das gegenüber dem in der G-2 verwendeten Triebwerk eine um 50 Prozent höhere Schubkraft erbringt. Außerdem erhielt die G-4 neue Avionik-Teilsysteme und neue Schleudersitze.

## Benutzerstaaten
- Bosnien und Herzegowina: 1 (ausgemustert)
- Jugoslawien: (an Nachfolgestaaten weitergegeben)
- Myanmar: 6 (1 aktiv)
- Montenegro: 17 (2010 an Serbien übergeben)
- Serbien: 35 (15 werden auf G-4MD-Standard modernisiert)

## Technische Daten
| Kenngröße                   | Daten                                                                          |
| --------------------------- | ------------------------------------------------------------------------------ |
| Besatzung                   | Pilot und Flugschüler oder Pilot und Waffensystemoperateur                     |
| Länge                       | 11,86 m                                                                        |
| Spannweite                  | 9,88 m                                                                         |
| Höhe                        | 4,28 m                                                                         |
| Flügelfläche                | 19,50 m²                                                                       |
| Leermasse                   | 3250 kg                                                                        |
| Startmasse                  | 4.760 kg (als Trainer) und 6.110 kg (als Erdkämpfer)                           |
| max. Startmasse             | 6.330 kg                                                                       |
| Triebwerke                  | ein Strahltriebwerk Rolls-Royce Viper 632-48 mit 1.814 kp (17,8 kN) Standschub |
| Höchstgeschwindigkeit       | 910 km/h auf 6.000 m (Mach 0,86)                                               |
| Anfangssteiggeschwindigkeit | 30 m/s                                                                         |
| Dienstgipfelhöhe            | 12.850 m                                                                       |
| Reichweite                  | 2.500 km                                                                       |
| max. Waffenlast             | 2.053 kg                                                                       |

### Bewaffnung
- eine interne 23-mm-GSch-23L-Maschinenkanone unter dem Rumpf
- R-60-Aphid- bzw. R-73-Archer-Luft-Luft-Raketen oder AGM-65-Luft-Boden-Raketen
- vier Waffenstationen für Bomben, Raketenbehälter oder Abwurftanks mit max. 2053 kg

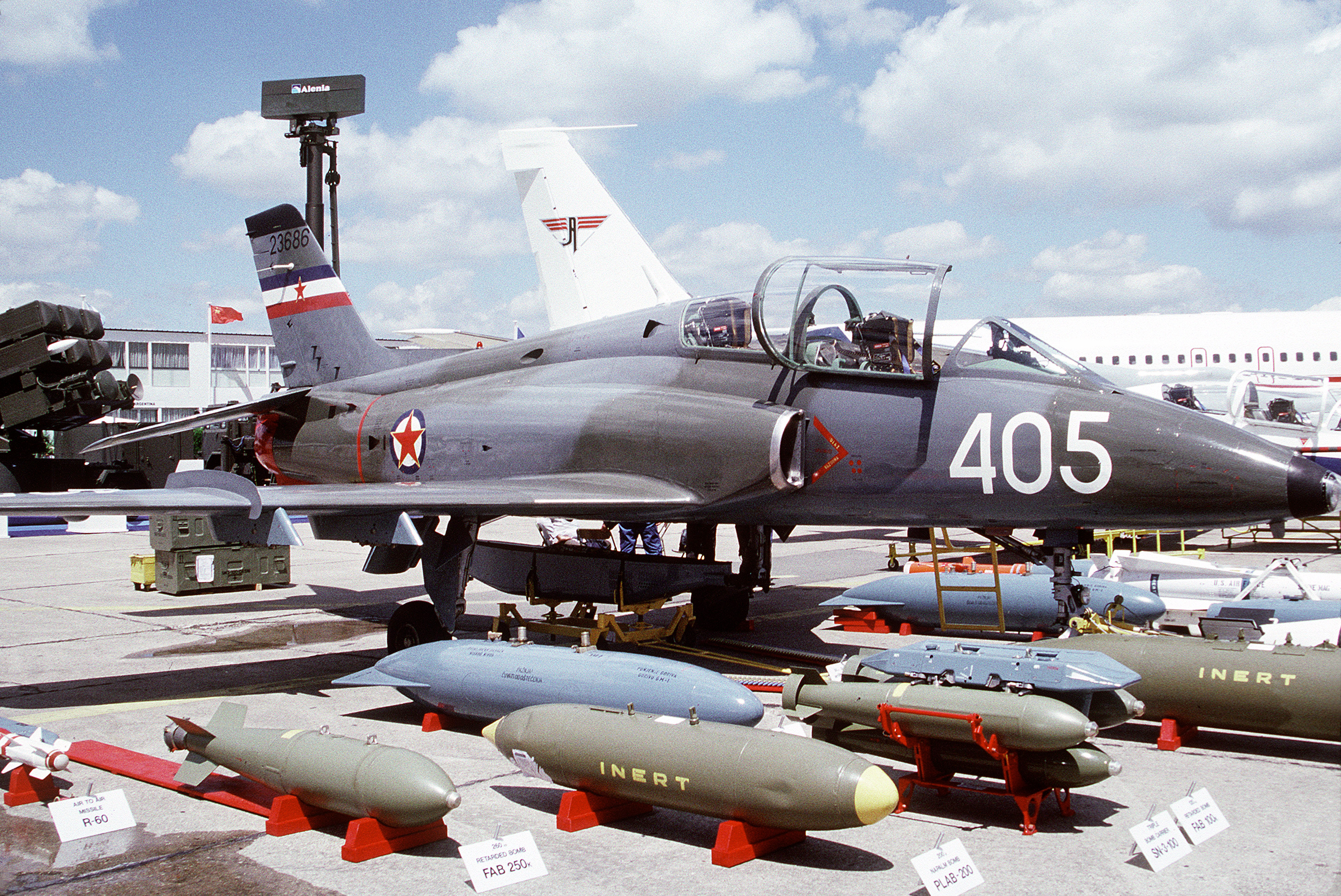
Waffenoption der G-4 Super Galeb